# Charity Shop
Charity Shop — сеть российских благотворительных магазинов, поддерживающая проекты в области устойчивого развития, осознанного потребления, а также различные социальные программы..  Идея внедрения заключалась в сборе ненужных вещей, которые после сортировки и очистки продаются в благотворительном магазине по сниженным ценам. В магазине также реализуется и апсайкл-вещи российских дизайнеров.

## История
Первый магазин появился в Москве в 2014 году.
Идея появилась у Дарьи Алексеевой после распродажи, где она с подругами продавала свои платья, а вырученные деньги отправляла на благотворительность. Тогда девушки поняли, что у людей очень много ненужных вещей, которые некуда отдать. 
фонд «Второе дыхание» основан в 2015 г. Первоначально идея бизнеса формулировалась, как  сбор ненужных вещей, которые после сортировки и чистки продаются в благотворительном магазине по сниженным ценам. С развитием бизнеса появились и дополнительные направления: переработка ветоши/ненужных вещей, бесплатная выдача одежды через фонд «Второе дыхание», трудоустройство социально незащищенных групп (малоимущих, бывших заключенных, бездомных). Сбор вещей осуществляется через точки сбора, расположенные в разных районах г. Москвы и региональных городов, а также на территории различных организаций. Только 3 % из всех собранных вещей продаются в магазине по цене в 5 раз дешевле от первоначальной стоимости, остальные 97 % подвергаются сортировке, стирке и переработке. Вещи хорошего качества, но не подошедшие для розничной торговли, передаются в благотворительный фонд, остальные перерабатываются. 
Первоначально магазин является социальным предприятием, прибыль направляется на реализацию социальных программ центра «Вверх». 
В 2017 году открывается в магазине "Музей странных вещей"  в одном из магазинов CHARITY SHOP по адресу: ул. Садовая-Спасская 12/23 стр.  
В 2021 году сеть Charity Shop насчитывала 8 магазинов: 4 - в Москве и 4 - в регионах. Прибыль магазинов идет на деятельность благотворительного фонда и инфраструктуры сбора вещей. Переработка ветоши не приносит прибыли, но работает на экологическую миссию организации. 

### Казань
В 2018 году пятый магазин «Второго дыхания» появился в Казани (на Кварталах (спальный район Казани).  При открытии магазина в казанский магазин завезли одежду из сортировочного центра в Костроме — главного пункта сбора всего фонда "Второе дыхание". В этом же помещении открыли «Музей странных вещей» с игрушками, техникой, книгами и другими предметами, которые не подходят для переработки или продажи как одежда, но почему-то попали в контейнер.
Первым событием стал Makers Garage Sale в казанском баре «Нити». Фонд стал партнёром мероприятия: собирал и продавал вещи, рассказывал, как работает проект, а также установил на стенах бара свой арт-объект из 70 кг ветоши. Собранная одежда пошла в благотворительные фонды, а 10% от общей прибыли — в приюты для животных.  
В октябре 2019 года магазин переехал в новое место в центре города.
Команда принимала участия в казанских мероприятиях. 

## Концепция
Магазин работает по классической схеме благотворительных магазинов (англ. charity shop), то есть работает по технологии социального предпринимательства, когда вырученные с продаж деньги перенаправляются в благотворительную организацию и реализуются на социальные программы. Подобные магазины получили широкое распространение в Великобритании и США. В отличие от классической британской схемы, американские магазины занимаются также социализацией и благоустройством социально незащищённых слоёв населения, как это делает североамериканский проект Goodwill. Такая модель стала основой для магазина Charity Shop.
Мы надеемся, что этот социальный бизнес поможет решить сразу две задачи: трудоустроить выпускников детских домов, которые учатся сейчас в Центре, и помочь привлечь дополнительные средства на программы организации. К тому же это очень доступный способ помочь — достаточно просто перебрать вещи и отобрать то, что тебе давно уже не нужноДарья Алексеева, основатель Charity Shop
Прибыль от продаж товаров идёт на оплату аренды магазина и зарплаты сотрудникам, остальные средства передаются на благотворительные цели.. Магазин специализируется на продаже подержанной одежды известных дорогих брендов, среди которых Karen Millen, Pinko, D&G, Ralph Lauren, Laurel и другие. Помимо обычной одежды магазин продаёт головные уборы для женщин, прошедших химиотерапию, созданные проектом «Голова». Также реализуются украшения, сделанные девочками-сиротами и пострадавшими от насилия: все вырученные деньги с продаж украшений отправляются детям без комиссии магазина.
Благотворительный магазин проводил свопы: дресс-кроссинги (обмен одеждой), гаражные распродажи, где помогает людям обмениваться ненужными вещами.
В магазинах  продаются  экологичные подарки. Универсальные наборы помогают начать с простых шагов к осознанному потреблению и стилю жизни zero waste, сократить количество пластика и упаковки в повседневной жизни.

## Деятельность
Charity Shop занимается трудоустройством людей, находящихся в трудной жизненной ситуации. В течение года на складе одежды Charity Shop работали 37 человек, среди которых бездомные, выпускники детских домов, мамы, которым грозит изъятие детей из семьи.